# Alem Grabovac
Alem Grabovac (geboren 2. Januar 1974 in Würzburg) ist ein deutscher Schriftsteller.

## Leben
Alem Grabovac hat eine kroatische Mutter und einen bosnischen Vater. Er wuchs in einer Pflegefamilie im nördlichen Schwarzwald auf. Das Abitur bestand er 1993 in Böblingen. Grabovac studierte Soziologie, Politologie und Psychologie in München und London mit einem B.Sc. 1997 an der Guildhall University sowie an der Freien Universität Berlin mit einem Abschluss 1999 als Diplomsoziologe. Als freier Autor schreibt er unter anderem für Die Zeit, Die Welt und die taz.
Sein autofiktionaler Roman Das achte Kind (Hanser, 2021) schildert in lakonischem Stil seine Familiengeschichte und öffnet den Blick für Lebensherausforderungen von Menschen, die zur gleichen Zeit in sehr verschiedenen Welten leben. Alem Grabovac wirft in seinem „packenden Buch“ viele Fragen auf: Wie und wodurch formen sich Familienbande, was bedeuten sie, was ist Heimat, was bedeutet Herkunft? Seine Antworten sind aufgrund der ungewöhnlichen Art seines Aufwachsens „höchst originell“.
Sein zweiter Roman Die Gemeinheit der Diebe erschien 2024 ebenfalls bei Hanser, er ist ein vielschichtiges Denkmal für die namenlose Migrantin, „die Geschichte seiner Mutter, die das Glück immer wieder knapp verfehlt und doch nie aufhört zu hoffen.“ „Ihren Sohn hat die Mutter mehrfach verraten – auch davon erzählt Alem Grabovac“ und gibt Einblick in wenig bekannte Seiten der bundesrepublikanischen Geschichte. Sein Text ist eine verschriftlichte Oral History, in der an unerwarteten Stellen verblüffende Metaphern aus prosaischen Fakten entstehen.
Grabovac lebt mit seiner Familie in Berlin.

## Werke
- Der 53. Brief. Fotos und Illustrationen von Selina Schwank. Perlen, Berlin 2009.
- Das achte Kind. Hanserblau, Berlin 2021, ISBN 978-3-446-26796-1.
- Die Gemeinheit der Diebe. Hanserblau, Berlin 2024, ISBN 978-3-446-27938-4.

## Belege
1. ↑  Susanne Wankell: Autor im Gespräch: Alem Grabovac über „Das achte Kind“, Rezension auf WDR 5 vom 21. Februar 2021, abgerufen am 25. Februar 2021.
2. ↑  Fritz Göttler: „Das achte Kind“: Alem Grabovacs autofiktionaler Familienroman. Abgerufen am 6. Mai 2021.
3. 1 2  Alem Grabovac: „Das achte Kind“ – Sie nennen ihn Ali und Jugo, und er wächst bei einem Nazi auf. In: Frankfurter Rundschau. 27. April 2021, abgerufen am 18. Juli 2024.
4. ↑  Nachtspaziergang mit Alem Grabovac. Abgerufen am 3. April 2024.
5. ↑  Einfallsreich und mutig: Von der Stärke unsichtbarer Frauen. Abgerufen am 3. April 2024.
6. ↑  Verlagsbeschreibung
7. ↑  Alida Bremer: Begräbnis all-inclusive: Alem Grabovacs „Die Gemeinheit der Diebe“. In: Der Freitag. ISSN 0945-2095 (freitag.de [abgerufen am 18. Juli 2024]).

| Personendaten    | Personendaten            |
| ---------------- | ------------------------ |
| NAME             | Grabovac, Alem           |
| KURZBESCHREIBUNG | deutscher Schriftsteller |
| GEBURTSDATUM     | 2. Januar 1974           |
| GEBURTSORT       | Würzburg                 |